# Elena Aída Fernicola
Elena Aída Fernicola foi uma política argentina. Ela foi eleita para a Câmara dos Deputados em 1951 como uma das primeiras mulheres parlamentares na Argentina.

## Biografia
Nas eleições legislativas de 1951 foi candidata pelo Partido Peronista em Misiones e foi uma das 26 mulheres eleitas para a Câmara dos Deputados. Ela permaneceu no cargo até 1955.